# Castel Baronia
Castel Baronia ist eine italienische Gemeinde mit 1050 Einwohnern (Stand 31. Dezember 2023) in der Provinz Avellino in der Region Kampanien. Sie ist Teil der Bergkommune Comunità Montana dell’Ufita.

## Geografie
Die Nachbargemeinden sind Carife, Flumeri, San Nicola Baronia, Sturno und Trevico.